# Stanulus talboti
Stanulus talboti és una espècie de peix de la família dels blènnids i de l'ordre dels perciformes.

## Morfologia
- Els mascles poden assolir 4,8 cm de longitud total.[1][2]

## Reproducció
És ovípar.

## Hàbitat
És un peix marí de clima tropical i associat als esculls de corall que viu entre 3-15 m de fondària.

## Distribució geogràfica
Es troba a les Illes Ryukyu, Ogasawara, el sud de la Gran Barrera de Corall, Tonga i les Illes Marqueses.